# Anders Steensen Bille
 Anders Steensen Bille, (1578–1633, ifølge andre kilder – 1634) var en dansk rigsråd, søn af Sten Clausen Bille (død 1586). Han
blev hofjunker i 1603 , fulgte i 1606 Christian 4. til England og 1607 rigsråden Jacob Ulfeldt på hans
sendelse til nederlandene; 1608 blev han ritmester over den skånske fane af rostjenesten. Som sådan
og senere som oberst deltog han i Kalmarkrigen; han gjorde sammen med statholderen Gerd Rantzau et
indfald i Småland i januar 1612, ved hvilken lejlighed byen Växjö og flere landsbyer afbrændtes; kort efter
medvirkede han ved det nederlag, som i februar 1612 tilføjedes Gustav 2. Adolf ved Wittsjö i Skåne. I juli samme år var han med ved et grænsemøde ved Knærød, som traf bestemmelser om udveksling af fanger. 1610-29
var han lensmand på Helsingborg og tillige 1612-33 på Herrevad kloster. I december 1616 udnævntes han
til rigsråd og blev samtidig slået til ridder. Han benyttedes nu i forskellige hverv; således var han 1619 befuldmægtiget ved grænsemødet med de svenske i Ulfsbæk og sendtes samme år til den norske herredag i Skien og 1631 til Gulland og Bornholm. I marts 1625 fik han den indflydelsesrige stilling som krigskommissær i Skåne. – Han opførte hovedgården
på sit skånske gods Rosendal, hvis område han forøgede; hans ry i omegnen var ikke det bedste; han dadledes for
hårdhed og kvindekærhed; derimod roser Bertel Knudsen ham for hans kærlighed til videnskaberne. I politisk henseende var han en modstander af kongens deltagelse i trediveårskrigen og vistnok tillige fjendtlig stemt imod Sverige. Han var ikke gift; hans forlovede, Anne Rosenkrantz, en datter af Otte Christoffer Rosenkrantz til Boller, døde 1609 før brylluppet. Han selv døde i begyndelsen af 1633 eller 1634.